# 國道9號 (印度)
國道9號（英語：National Highway 9，簡稱NH9）是一條俾斜貫印度中南部的國家級公路，經過馬哈拉施特拉邦、卡納塔克邦和安得拉邦，西起馬哈拉施特拉邦的浦那，沿途經紹拉布爾、海德拉巴、維傑亞瓦達，東至默吉利伯德訥姆止。全長841公里。